# Eugenio Barsanti
Eugenio Barsanti, född 12 oktober 1821 i Pietrasanta, Italien, död 19 april 1864 i Searing, Belgien, italiensk uppfinnare och upphovsman till den första motorn med intern förbränning.
Han arbetade som lärare i Florens på 1840-talet och när han under en lektion beskrev hur en blandning av väte och luft kan fås att explodera förstod han plötsligt hur förbränning av gaser kan driva en motor.
Senare under lärartiden mötte han Felice Matteucci som arbetade som ingenjör med hydraulik. Matteucci uppskattade Barsantis teorier och tillsammans arbetade de med motorn resten av deras liv.
De patenterade motorn i London den 12 juni 1854. Italienska lagar kunde inte klara internationellt skydd vid den tiden. Konstruktionen blev helt komplett under 1860-talet.
Barsanti-Matteuccis motor var lättare, mindre och mer tillförlitlig än ångmaskinen även om den var för tung för att ha i en bil. De två uppfinnarna satsade på motorer till industrin och sjöfarten. Massproduktion av en motor på 4 hk gjordes i ett gjuteri i Belgien, John Cockeril Foundry.
Barsanti dör plötsligt i tyfus och Matteucci kunde inte ensam leda utvecklingen som stannade av och Matteucci återvände till hydrauliken.
När Nikolaus Otto patenterade sin motor försökte Matteucci fruktlöst framhäva att hans och Barsantis konstruktion var originalet.